# Stevia melissifolia
Stevia melissifolia là một loài thực vật có hoa trong họ Cúc. Loài này được (DC.) Sch.Bip. miêu tả khoa học đầu tiên.